# 3 Foot Clearance
3 Foot Clearance (anteriormente conocida como Sin título o Happy Holidays From Buckethead) es el trigésimo álbum de estudio del guitarrista Buckethead, y la tercera entrega de la serie Pikes. El álbum fue lanzado originalmente el 21 de diciembre de 2010 como una edición limitada que venía con una tarjeta de felicitación de vacaciones hechas a mano y dibujadas por Buckethead, así como un descuento para comprar la edición regular para los compradores de la versión limitada.
El álbum cuenta con la canción homenaje que Buckethead compuso con el fallecido artista de grafiti y cantante de hip hop Rammellzee, que murió el 28 de junio de 2010. La canción fue lanzada en la página web de Buckethead un día antes del lanzamiento del álbum y anunció que sería incluida en el álbum. Buckethead y Rammellzee colaboraron en varios álbumes del supergrupo Praxis, más notablemente en Profanation (Preparation for a Coming Darkness). A diferencia de otros álbumes anteriores lanzados en 2010, en este álbum Buckethead utiliza un estilo de escritura más tradicional, con una guitarra más veloz y un uso liberal de efectos.
El 17 de agosto de 2011, la edición regular se puso a disposición a través de la página web Buckethead Pikes junto con otros dos álbumes Underground Chamber y Look Up There. Para el lanzamiento de la edición regular, el orden de las canciones cambió.

## Lista de canciones
Edición regular
| N.º | Título                          | Duración |  |
| 1.  | «Griffin's Spike»               | 4:09     |  |
| 2.  | «Rammellzee: Hero of the Abyss» | 4:02     |  |
| 3.  | «Floating Graveyard»            | 3:20     |  |
| 4.  | «Ballad of Jerry Mono»          | 4:57     |  |
| 5.  | «H.D. Autopsy»                  | 3:20     |  |
| 6.  | «Droid Hunt»                    | 2:46     |  |
| 7.  | «Battlefields»                  | 3:12     |  |
| 8.  | «Handprint Ornament»            | 2:48     |  |
| 9.  | «Three Headed Guardian»         | 3:58     |  |
| 10. | «Harpoon the Goon»              | 2:30     |  |
| 11. | «Critical Leg Assignment»       | 2:35     |  |
| 12. | «Siamese Butterfly»             | 1:56     |  |
| 13. | «X-Ray»                         | 0:49     |  |

Edición limitada
| N.º | Título                          | Duración |  |
| 1.  | «Griffin's Spike»               | 4:09     |  |
| 2.  | «Rammellzee: Hero of the Abyss» | 4:02     |  |
| 3.  | «Three Headed Guardian»         | 3:58     |  |
| 4.  | «Floating Graveyard»            | 3:20     |  |
| 5.  | «Ballad of Jerry Mono»          | 4:57     |  |
| 6.  | «H.D. Autopsy»                  | 3:20     |  |
| 7.  | «Droid Hunt»                    | 2:46     |  |
| 8.  | «Battlefields»                  | 3:12     |  |
| 9.  | «Handprint Ornament»            | 2:48     |  |
| 10. | «Harpoon the Goon»              | 2:30     |  |
| 11. | «Critical Leg Assignment»       | 2:35     |  |
| 12. | «Siamese Butterfly»             | 1:56     |  |
| 13. | «X-Ray»                         | 0:49     |  |

## Personal
- Producido por Dan Monti y Buckethead
- Programación y bajo por Dan Monti
- Guitarra y bajo por Buckethead.
- Ilustraciones por Frankenseuss[5]